# 米奇斯瓦夫·沃伊恰克
米奇斯瓦夫·沃伊恰克（波蘭語：Mieczysław Wojczak，1951年1月23日—），波兰男子手球运动员。他曾代表波兰参加1976年和1980年夏季奥林匹克运动会手球比赛，其中1976年奥运会获得一枚铜牌。